# A.D. Vision
A.D. Vision foi uma empresa multimídia dos Estados Unidos. Foi fundada em 1992 por John Ledford e Matt Greenfield.